# Усть-Унья (Амурская область)
Усть-Унья — упразднённый посёлок в Зейском районе Амурской области России. Исключен из учётных данных в 1974 году.

## География
Посёлок располагался на левом берегу реки Арги ниже впадения в неё реки Унья, на расстоянии примерно 66 километров (по прямой) к юго-востоку поселка Бомнак.

## История
Решением Амурского исполкома от 7 июня 1974 года № 253, посёлок Усть-Унья исключен из учётных данных как несуществующий.